# Bangi
Bangi (auch Bobangi, Bubangi, Bungi, Dzamba, Lobobangi und Rebuist) ist eine Bantusprache, die von circa 111.300 Menschen (Zensus 2000) in der Demokratischen Republik Kongo und der Republik Kongo gesprochen wird. Sie ist in der Demokratischen Republik Kongo in der ehemaligen Provinz Équateur östlich des Flusses Kongo mit circa 50.900 und in der Republik Kongo im Departement Cuvette mit circa 60.400 Sprechern verbreitet.
Bangi wird in der lateinischen Schrift geschrieben, 1909–1922 wurde das Neue Testament in Bangi übersetzt.

## Klassifikation
Bangi bildet mit den Sprachen Bamwe, Boko, Bolia, Bolondo, Bomboli, Bomboma, Bozaba, Dzando, Lobala, Mabaale, Moi, Ntomba, Sakata, Sengele und Yamongeri die Bangi-Ntomba-Gruppe und gehört zur Guthrie-Zone C40.
Bangi ist mit den Sprachen Dzando und Ndolo verwandt.

## Beispiel
1. Buch Mose:
| Bangi | Deutsch |
| --- | --- |
| O mabandele Nyambe azalisi likolo na nce. Nc'eliki bulunganu mpe mpamba, mpe liti liliki o likolo li mai ma ntongu: mpe Molimo mombe Nyambe monyengani yule-yule o likolo li mai. Nyambe alobi ete, "Ncengi se lizalaka:" mpe ncengi lizala. | Am Anfang schuf Gott Himmel und Erde. Und die Erde war wüst und leer, und es war finster auf der Tiefe; und der Geist Gottes schwebte auf dem Wasser. Und Gott sprach: Es werde Licht! Und es ward Licht. |